# لمبیت آرو
لمبیت آرو (استونیایی: Lembit Arro؛ ۱۵ آوریل ۱۹۳۰ – ۱۶ آوریل ۲۰۲۲) سیاستمدار و نماینده سابق مجلس اهل استونی بود.